# Stan alarmowy

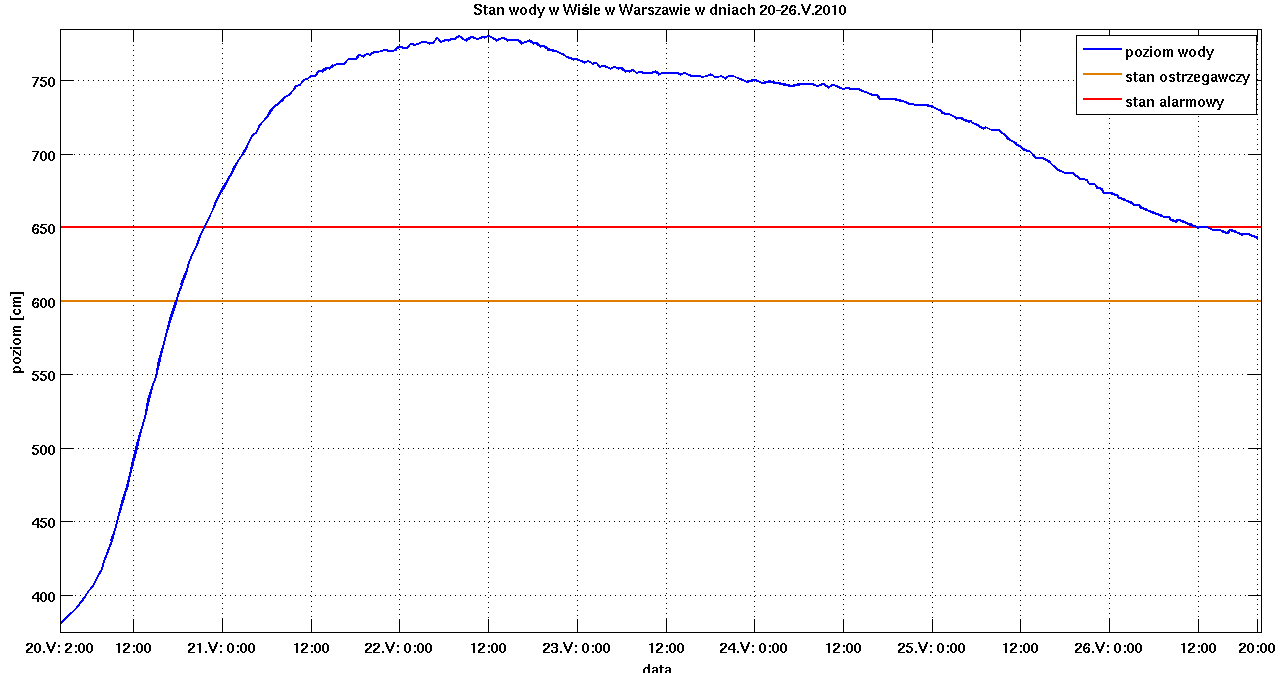
Poziom wody na Wiśle w Warszawie w dniach 20 – 26 maja 2010.
Stan ostrzegawczy oznaczony jest kolorem brązowym, zaś stan alarmowy kolorem czerwonym.

Stan alarmowy – umowny stan wody oznaczający zagrożenie powodzią zazwyczaj przy przekroczeniu poziomu wody brzegowej. Zagraża on zalaniem infrastruktury i zabudowań, jest zagrożeniem dla życia i zdrowia ludzi. Może być powodem ewakuacji ludności z zagrożonych terenów. Jest sygnałem do wszczęcia alarmu powodziowego (ogłoszenia stanu alarmu hydrologicznego), uruchomienia całodobowych dyżurów przeciwpowodziowych oraz zwiększenia częstotliwości odczytów stanów wody. 
Stan alarmowy jest wyższy od stanu ostrzegawczego.